# Questa musica
Questa musica è un singolo del gruppo musicale italiano Two Fingerz, il primo estratto dal quinto album in studio Mouse Music e pubblicato il 4 maggio 2012.

## Video musicale
Il videoclip della canzone è stato pubblicato il 2 aprile 2012 sul canale YouTube ufficiale del gruppo.

## Tracce
Download digitale
1. Questa musica – 3:16

Download digitale – Rmx Pack
1. Questa musica (Fritz da Cat Remix) – 2:51
2. Questa musica (Don Joe & Shablo Remix) – 2:31
3. Questa musica (Shorty Remix) – 4:39
4. Questa musica (Simon de Jano Remix) – 5:00
5. Questa musica (Simon de Jano & Power Francers Remix) – 3:51
6. Questa musica (Fireflowerz Remix) – 3:05